# Jane Holzer
„Baby“ Jane Holzer (* 23. Oktober 1940 als Jane Brookenfeld in Palm Beach, Florida) ist eine US-amerikanische Schauspielerin, Model, Society-Lady und ein ehemaliger Andy-Warhol-„Superstar“.
Jane Brookenfeld stammt aus einer wohlhabenden Familie. Ihr Vater Carl Brookenfeld war erfolgreich im Immobiliengeschäft. Obwohl Jane in Florida aufgewachsen ist, verbrachte sie doch die meiste Zeit in New York. Nach Beendigung der High School begann sie als Model zu arbeiten. Bekannt wurde sie mit einer Fotoserie des britischen Starfotografen David Bailey für die englische Ausgabe der Vogue 1963. Nach ihrer Hochzeit mit dem Immobilienerben Leonard Holzer zog sie nach New York und bewohnte ein 12-Zimmer-Appartement in der vornehmen Park Avenue. Jane begegnete Warhol bei einer Veranstaltung des bekannten New Yorker Geschäfts Bloomingdale’s. Er lud sie ein, in einem seiner Filme mitzuwirken. Ihren Spitznamen „Baby Jane“ erhielt sie von der Gesellschaftskolumnistin Carol Bjorkman als Anspielung auf den Robert-Aldrich-Film Was geschah wirklich mit Baby Jane? (What Ever Happened to Baby Jane?) von 1962. Baby Jane Holzer wirkte in vielen Warhol-Produktionen mit und war gern gesehener Gast bei den Partys der Factory. Im Gegensatz zu vielen anderen „Superstars“ brach ihre Verbindung zu Warhol nie völlig ab, obwohl sie sich nach den Drogenexzessen in der Factory und dem Attentat auf Warhol 1968 von der Szene distanzierte. Jane Holzer betreibt heute einen Eisladen in Florida, genannt Sweet Baby Jane (in Anlehnung an einen Song von Lou Reed), und ist im Film- und Immobiliengeschäft tätig.

## Filmografie
- 1963–1966: Screen Tests
- 1963: Kiss
- 1964: Batman Dracula
- 1964: Couch
- 1965: Camp
- 1969: Futz
- 1970: Brand X
- 1972: Ciao! Manhattan
- 1987: Das Geistertal (La vallée fantôme)